# Atilia de dedititiis
Atilia de dedititiis va ser una llei romana de l'any 543 de la fundació de Roma (210 aC) que, a proposta del tribú de la plebs Luci Atili, i sota els cònsols Marc Valeri Leví i Marc Claudi Marcel, va autoritzar al senat que determinés la sort dels habitants de Càpua, Atella, Caiasso i Sabazia, que s'havien sotmès a Roma incondicionalment.